# GIRLS' GENERATION (アルバム)
『GIRLS' GENERATION』（ガールズ・ジェネレーション）は、韓国のアイドルグループ少女時代の日本での1枚目のオリジナル・アルバム。2011年6月1日にNAYUTAWAVE RECORDS（ユニバーサルミュージック）より発売された。

## 概要
- それまでに日本で発売された「GENIE」「Gee」「MR.TAXI」「Run Devil Run」などを含む全12曲で構成されている。
- 発売初週に23.2万枚を売上、6月13日付のオリコン週間アルバムランキングで1位となった。これは同じ韓国出身で事務所の先輩でもあるBoAが『LISTEN TO MY HEART』（2002年3月25日付）で記録した初週売上23.1万枚を9年3か月ぶりに上回り、海外アーティストの1stアルバムとして歴代最高の初週売上枚数となった[2]。2012年6月3日までの売上がオリコン集計で85万枚以上（リパッケージ版の売上枚数を含む）となっており、韓国のグループの音楽ソフトで史上最高の売り上げとなっている（ソロ歌手を含めても、CD全盛時代に活躍したBoAのアルバムを除けば、韓国の歌手として最高の売上数である）。
- 2011年12月28日には、日本では珍しいリパッケージ形式のアルバム『Re:package Album "GIRLS' GENERATION" 〜The Boys〜』が発売された。
- 2012年5月、出荷枚数100万枚により日本レコード協会がミリオン認定した[3][4]。

## 収録曲

### CD
1. MR.TAXI
  - 作詞・作曲：STY / Scott Person Mann / Charls M Royce / Paolo Prudencio / Allison veltz
  - 森永乳業 「リプトン」CMソング (「SING! DANCE! Lipton!」篇)
2. GENIE
  - 作詞：ユ・ヨンジン
  - 日本語訳：中村彼方
  - 作曲：Fridlin Nordso Shjoldan / Nermin Harambasic / Robin Jenssen / Ronny Svendsen / Anne Judith Wik
3. you-aholic
  - 作詞・作曲：STY / Lindy Roberts / E.Kidd Bogart / Greg Ogan / Spencer Nezey
4. Run Devil Run
  - 作詞：ホン・ジユ
  - 日本語訳：中村彼方
  - 作曲：Alex James / Michael Busbee / Kalle Engstrom
5. BAD GIRL
  - 作詞・作曲：HIRO / Jorgen Elofsson / Jesper Jakobson / Lauren Dyson
  - UHA味覚糖 「e-maのど飴」CMソング (「ドールハウス」篇)
6. Beautiful Stranger
  - 作詞・作曲：HIRO / Leah Haywood / Daniel James / Evan Rogers / Carl Sturken
7. I'm In Love With The HERO
  - 作詞：中村彼方
  - 作曲：Leah Haywood / Daniel James / Kevin Christopher Ross / Bret Carlson Puchir
8. Let It Rain
  - 作詞・作曲：HIRO / Love / Habolin
  - 森永乳業 「リプトン」CMソング (「Tea Stage」篇）
9. Gee
  - 作詞・作曲：E-TRIBE
  - 日本語訳：中村彼方
  - UHA味覚糖 「e-maのど飴」CMソング (「少女の晩餐」篇)
10. THE GREAT ESCAPE
  - 作詞・作曲：STY / Andre Merritt / E.Kidd Bogart / Greg Ogan / Spencer Nezey
11. 훗(HOOT)
  - 作詞：John Hyunkyu Lee / Kim Boo Min
  - 日本語訳：中村彼方
  - 作曲：Alexander James / Lars Halvor Jensen / Martin Michael Larsson
  - セブンイレブン CMソング
12. BORN TO BE A LADY
  - 作詞：中村彼方
  - 作曲：Leah Haywood / Daniel James / Shelly Peiken

### DVD
Music Video
1. MR.TAXI (Original ver.)
2. MR.TAXI (Dance ver.) (豪華限定盤のみ)
3. GENIE (JPN Original ver.)
4. Gee (JPN Original ver.)

## 仕様
豪華初回限定盤　UPCH-29070
- CD+DVD
- 特製ボックス
- 特製スペシャル・ミニ・バッグ
- 豪華初回限定盤用撮り下ろしフォトブック40P

期間限定盤　UPCH-29071
- CD+DVD
- 期間限定盤用撮り下ろしフォトブック32P

通常盤　UPCH-20250
- CDのみ